# Michael Cram
Pour les articles homonymes, voir Cram.
Michael Cram, est un acteur et auteur-compositeur-interprète canadien, né le 11 juillet 1968 à Cornwall en Ontario.

## Filmographie

### Cinéma
- 1993 : Small Pleasures : George
- 1994 : Barney Live! In New York City : Teddy Bears
- 1995 : Le Courage d'un con : Frat Boy
- 1996 : Ernie's Idea
- 1997 : Pièges de diamants : le pharmacien
- 1998 : Shoes Off! : le fêtard
- 2002 : Rub and Tug : Justin
- 2005 : Looking for Angelina : Nish
- 2006 : Heartstopper : Dr Hitchens
- 2008 : The Devil's Mercy : Matt Winters
- 2009 : Defendor : Blake
- 2010 : Repo Men : le père
- 2013 : Bent : Mitch
- 2013 : Empire of Dirt : Dr Baker
- 2014 : Uncommon Enemies : le sergent
- 2014 : The Blunder : Mitch
- 2014 : Shooting Blanks : Mitch
- 2015 : He Never Died : Tim
- 2015 : Man Vs. : Bill
- 2016 : Miss Sloane : Frank McGill
- 2016 : The Space Between : Mitch
- 2018 : Take Your Mark : le père
- 2018 : Every Day : Nick
- 2019 : The Hacks : Allen
- 2023 : Misanthrope : Gavin

### Télévision
- 1991 : Rintintin junior (1 épisode)
- 1993 : Street Legal (en) : Bellman (1 épisode)
- 1995 : TekWar : Haldane (1 épisode)
- 1995-1998 : Au-delà du réel : L'aventure continue : le père et McKenna (2 épisodes)
- 1995 : Danielle Steel : Naissances : Edward
- 1996 : X-Files : Aux frontières du réel : Officier Corning (1 épisode)
- 1997 : Millennium : le pharmacien (1 épisode)
- 1998 : Viper : le gérant de la banque (1 épisode)
- 1999 : Nikita : Fredricks (1 épisode)
- 1999 : Jett Jackson : Baker (1 épisode)
- 1999 : Psi Factor, chroniques du paranormal : Eli Mercer (1 épisode)
- 2001 : Invasion planète Terre : Bob Brody (1 épisode)
- 2003 : Blue Murder : Robert Harper (1 épisode)
- 2004 : Sue Thomas, l'œil du FBI : Ben Myers (1 épisode)
- 2005 : Missing : Disparus sans laisser de trace : John Corday (1 épisode)
- 2005 : Queer as Folk : Dr Pierson (1 épisode)
- 2007 : Stargate Atlantis : Silas (1 épisode)
- 2008-2012 : Flashpoint : Kevin Wordsworth (52 épisodes)
- 2010 : Republic of Doyle : Rene Callahan St. Jules (1 épisode)
- 2010 : Nikita : Cleary (1 épisode)
- 2011 : Jessica King : Austin Kiel (1 épisode)
- 2011 : Lost Girl : Woods (1 épisode)
- 2013 : The Listener : Brent Sanders (1 épisode)
- 2013 : Rookie Blue : Kevin Ford (4 épisodes)
- 2013 : Played, les infiltrés : Kevin Yates (1 épisode)
- 2014 : Covert Affairs : Harris Wilson et le postier (1 épisode)
- 2014 : Reign : Le Destin d'une reine (1 épisode)
- 2015 : Arrow : l'ami de Malcolm (1 épisode)
- 2015 : Remedy : Louis Murdoch (1 épisode)
- 2015 : Bones : Ted Thompson (1 épisode)
- 2016 : NCIS : Enquêtes spéciales : Agent spécial Earl Kitt (1 épisode)
- 2016 : Shadowhunters : Ned Fisk (2 épisodes)
- 2017 : The Girlfriend Experience : Mark Novak (4 épisodes)
- 2018 : Hôpital central : Carter Buckley (1 épisode)
- 2018 : NCIS : Los Angeles : Colonel Trevor Lawford (1 épisode)
- 2019 : Cardinal : Marcus Glover (2 épisodes)
- 2019 : The Birch : Sebastian Polk (7 épisodes)
- 2020 : Hudson et Rex : Dr Liam Copeland (1 épisode)
- 2022 : FBI: Most Wanted : agent spécial Lucas Peele (1 épisode)